# José de España (siglo IX)
José de España fue un mercader judío del siglo IX, probablemente radhanita, a quien se atribuye la autoría de varios tratados matemáticos usados durante la Edad Media. Por su nombre debió de provenir de la comunidad judía existente en la España musulmana de la época.
Destacados intelectuales judeo-españoles del siglo XII (el filósofo e historiador Abraham ibn Daud y el poeta y científico Abraham ibn Ezra) lo identifican como el introductor de las cifras indo-arábigas en Europa.